# Low (singel Flo Ridy)

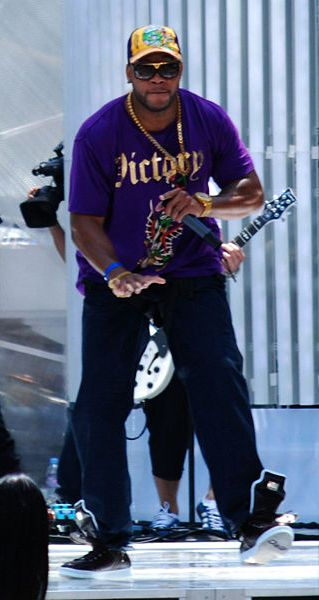

Low – pierwszy solowy singel amerykańskiego rapera Flo Ridy z gościnnym udziałem T-Paina. Utwór został wydany 16 sierpnia 2007 roku z pierwszego albumu studyjnego Flo Ridy zatytułowanego Mail on Sunday. Singel był utworem przewodnim w filmie Step Up 2 i znalazł się na jego ścieżce dźwiękowej. W 2008 roku był najczęściej pobieraną legalnie piosenką, sprzedając się w 5 milionach kopii. Znalazł się na trzecim miejscu najlepszych piosenek dekady w Billboard Hot 100 Songs of the Decade. Utwór spędził 10 nieprzerwanych tygodni na podium w notowaniu Billboard Hot 100, zaś Recording Industry Association of America przyznało mu status sześciokrotnej platyny.

## Sukces komercyjny
7 listopada 2007 roku piosenka zadebiutowała na miejscu 91. na amerykańskim notowaniu Billboard Hot 100. Po trzecim tygodniu utwór znalazł się na pozycji szóstej, awansując z 64. miejsca. W ciągu jednego tygodnia sprzedawano 467,000 legalnych kopii, dzięki czemu magazyn Billboard przyznał tytuł najlepiej sprzedającej się. W sumie singel był numerem jeden na liście Billboard Hot 100 przez dziesięć nieprzerwanych tygodni, natomiast w pierwszej dziesiątce utrzymywał się przez 23 tygodnie.
Utwór zepchnął z pozycji lidera singel Alicii Keys „No One”. Piosenka była pierwszym singlem numer jeden 2008 roku, a także najdłużej utrzymującą się na szczycie piosenką tegoż roku, spędzając na miejscu 1. dziesięć nieprzerwanych tygodni (zobacz: Single numer jeden w roku 2008 (USA)). Tym samym singel był pierwszym od czasu „Irreplaceable” (10 tygodni na pierwszej pozycji) Beyoncé Knowles, który utrzymał się na szczycie tak długo. „Low” był najpopularniejszym utworem 2008 roku i został umieszczony na czele listy Top Hot 100 Hits of 2008, podsumowującej cały rok w muzyce. W Stanach Zjednoczonych sprzedano w 2008 roku 5,000,000 legalnych kopii singla. Piosenka utrzymywała się w Hot 100 przez 39 tygodni do czerwca 2008 roku. W sierpniu 2011 roku sprzedaż cyfrowa singla wyniosła 6,000,000 legalnych kopii.
W Wielkiej Brytanii pojawił się w później w notowaniu UK Singles Chart niż w Stanach Zjednoczonych w związku z tym, że singel został tam wydany później. W dniu 20 lipca 2008 roku przeniósł się na pozycję 19, dopiero kilka miesięcy po oficjalnym wydaniu singla. Pomimo tego, że w Wielkiej Brytanii singel dotarł do miejsca drugiego to odniósł tam wielki sukces, spędzając 53 tygodnie w Top 75, dzięki czemu należy do dwudziestki najdłużej utrzymujących się singli wszech czasów w notowaniu UK Singles Chart, spędzając łącznie 75 tygodni w Top 100.
Singel uplasował się na 23 miejscu Billboard Hot 100 All Time organizowanej z okazji 50. rocznicy notowania Billboard Hot 100. W Australii zajmował pierwsze miejsce przez trzy tygodnie i spędził łącznie 39 tygodni w notowaniu Australian Singles Chart, a pod koniec roku dotarł do pierwszego miejsca w zestawieniu Top 100 Singles 2008.

## Teledysk
Reżyserią teledysku zajął się Bernard Gourley. Teledysk zawiera fragmenty z filmu Step Up 2: The Streets. Dostrzec możemy w nim również Flo Ridę, T-Paina i Ricka Rossa. Akcja rozgrywa się w dużym klubie. Teledysk był nominowany w kategoriach Najlepsze Męskie Wideo i Najlepsze Hip-Hop’owe Wideo w MTV Video Music Awards 2008.

## Pozycje na listach

### Listy przebojów
| Lista (2007-2008)                         | Najwyższa pozycja |
| ----------------------------------------- | ----------------- |
| Australia (ARIA Charts)                   | 1                 |
| Austria (Ö3 Austria Top 40)               | 9                 |
| Belgia (Ultratop 50 Flandria)             | 7                 |
| Belgia (Ultratop 40 Wallonia)             | 24                |
| Dania (Tracklisten)                       | 9                 |
| European Hot 100 Singles                  | 3                 |
| Finlandia (Suomen virallinen lista)       | 9                 |
| Francja (SNEP)                            | 33                |
| Holandia (Dutch Top 40)                   | 55                |
| Irlandia (IRMA)                           | 1                 |
| Kanada (Canadian Hot 100)                 | 1                 |
| Niemcy (Media Control Charts)             | 13                |
| Norwegia (VG-Lista)                       | 12                |
| Nowa Zelandia (RIANZ)                     | 1                 |
| Szwajcaria (Schweizer Hitparade)          | 13                |
| Szwecja (Sverigetopplistan)               | 17                |
| Wielka Brytania (UK Singles Chart)        | 2                 |
| Stany Zjednoczone (Billboard Hot 100)     | 1                 |
| Stany Zjednoczone (Radio Songs)           | 1                 |
| Stany Zjednoczone (Hot R&B/Hip-Hop Songs) | 9                 |
| Stany Zjednoczone (Pop Songs)             | 1                 |

| Lista (2008)         | Pozycja |
| -------------------- | ------- |
| Australia            | 1       |
| Belgia (Flandria)    | 20      |
| US Billboard Hot 100 | 1       |
| Lista (2009)         | Pozycja |
| Węgry (Mahasz)       | 146     |
| UK Singles Chart     | 148     |

| Lista (2000-2009)    | Pozycja |
| -------------------- | ------- |
| Australia            | 13      |
| US Billboard Hot 100 | 3       |

## Certyfikaty
| Państwo           | Status             |
| ----------------- | ------------------ |
| Nowa Zelandia     | 2× platynowa płyta |
| Australia         | 3× platynowa płyta |
| Kanada            | 3× platynowa płyta |
| Stany Zjednoczone | 6× platynowa płyta |